# Église Saint-Pierre-en-Vallée de Fano
L'église Saint-Pierre-en-Vallée (italien : chiesa di San Pietro in Valle) est un édifice religieux italien de style baroque, situé au centre de la ville de Fano en province de Pesaro-Urbino, dans le Marches italiennes.

## Histoire
Elle fut construite sur les ruines d'une ancienne église datant de 778, qui portait le même nom.
Le terme « in Valle » est un dilemme pour les chercheurs qui se divisent en deux opinions différentes : une première explication attribuerait au terme « in Valle » une signification liée à sa situation dans la partie basse de la ville, caractérisée par une dépression dans le sol. La deuxième explication ferait dériver ce terme du latin vallum, qui signifie mur, et expliquerait donc l'emplacement de l'église près des ruines des murs romains.

### Girolamo Gabrielli et la Congrégation des Pères de l'Oratoire de San Filippo Neri
La Congrégation des Pères Oratoriens a été fondée en 1598 par Girolamo Gabrielli qui s'est inspiré des enseignements de saint Philippe Neri dont la Congrégation existait déjà à Rome depuis quelques décennies.
L'activité de la Congrégation des Pères Oratoriens consistait à éduquer la jeunesse et à fournir une assistance religieuse au peuple, et elle est également connue pour avoir introduit l'oratorio musical, une musique sacrée sous forme de lauda. Le premier siège de la congrégation de Fano était l'ancienne église San Pietro, fondée au VIIIe siècle. Par la suite, il devint nécessaire de construire une église plus grande, car la précédente, de dimensions plus petites, n'était pas adaptée aux activités des Oratoriens. Grâce au soutien financier de Girolamo Gabrielli, à qui un portrait avec une épigraphe commémorative est dédié à l'intérieur de l'église-même, et d'autres familles nobles de Fano (Montevecchio, Marcolini, Petrucci, Alavolini, Uffreducci et Ubaldini), la construction de la nouvelle église fut promue en 1609. La construction de l'édifice eut lieu en 1610 et la consécration sept ans plus tard, alors que l'église n'était pas encore terminée.

### Phases de construction et architectes
La Congrégation des Pères Oratoriens confia la construction de l'église à l'architecte Giovanni Battista Cavagna qui commença les travaux en 1610, mais mourut avant de voir l'édifice achevé. C'est pour cette raison que de nombreux architectes lui succédèrent, comme Giovanni Maria Pazzaglia, Giovanni Branca et Girolamo Caccia.

### Plan de l'église

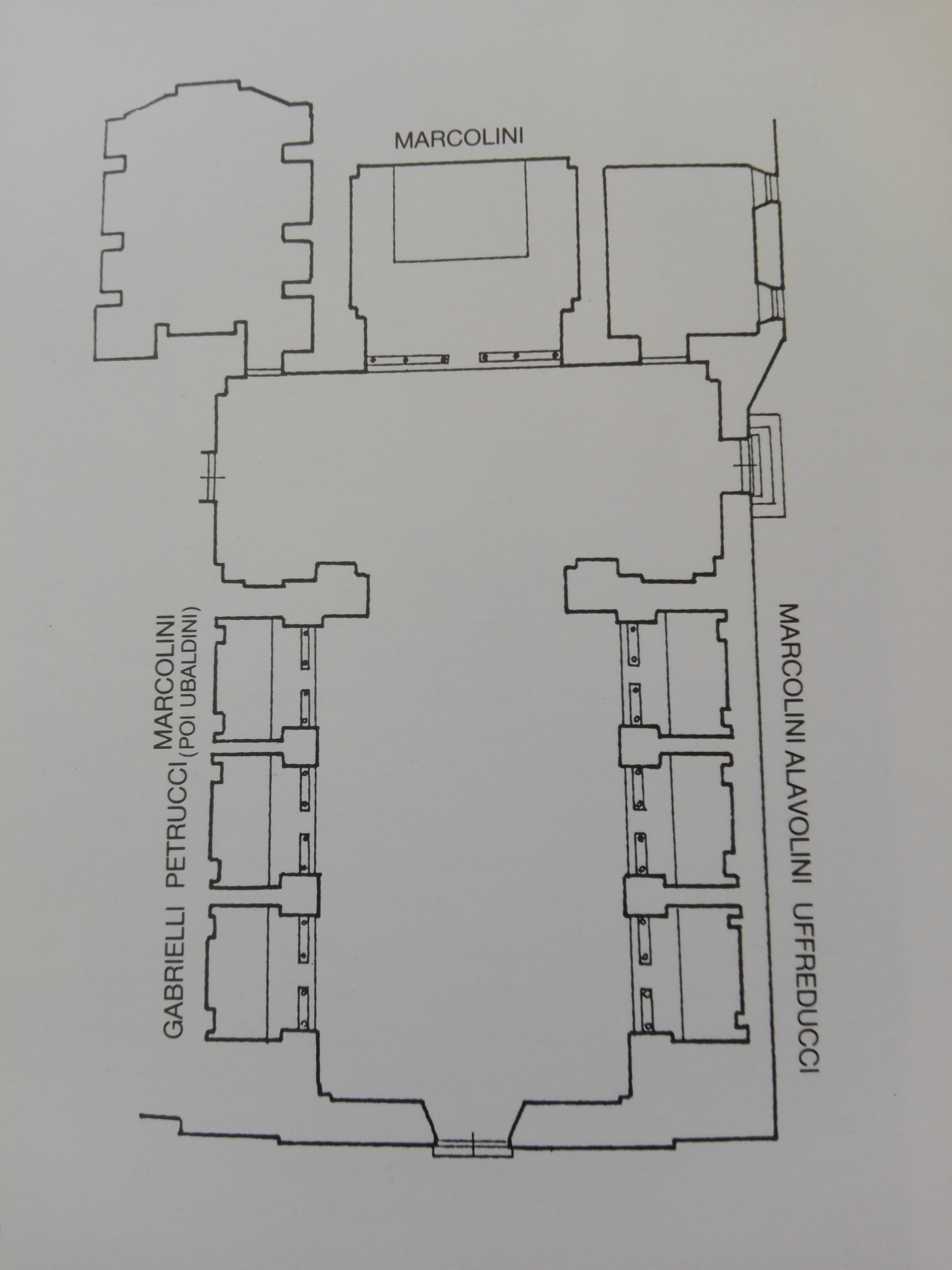
plan de l'église

L'église se caractérise par un plan en croix latine, avec une seule nef et une voûte en berceau. Les murs sont divisés par de hauts pilastres ioniques strigilés avec des chapiteaux festonnés. Les pilastres ioniques divisent les ouvertures cintrées de six chapelles latérales internes sur les côtés et divisent également les murs du grand transept. Cette dernière possède deux chœurs opposés et est couronnée d'une coupole surmontée d'un tambour vitré haut et lumineux.

### Extérieur
La façade de San Pietro in Valle, qui reste inachevée, est recouverte de briques et manque du revêtement en pierre qui devait l'orner de deux paires de niches semi-circulaires, comme le montre un dessin existant. 
La première impression que l'on a du bâtiment est celle d'une façade nue et sans décoration, en contraste frappant avec l'intérieur qui est au contraire orné d'ornements typiques du style baroque.

### Intérieur
L'intérieur est divisé en six chapelles latérales riches en or, stuc, marbre, peintures et bois. La décoration, entièrement jouée sur la combinaison lumineuse du blanc et de l'or, marque les murs de la nef.

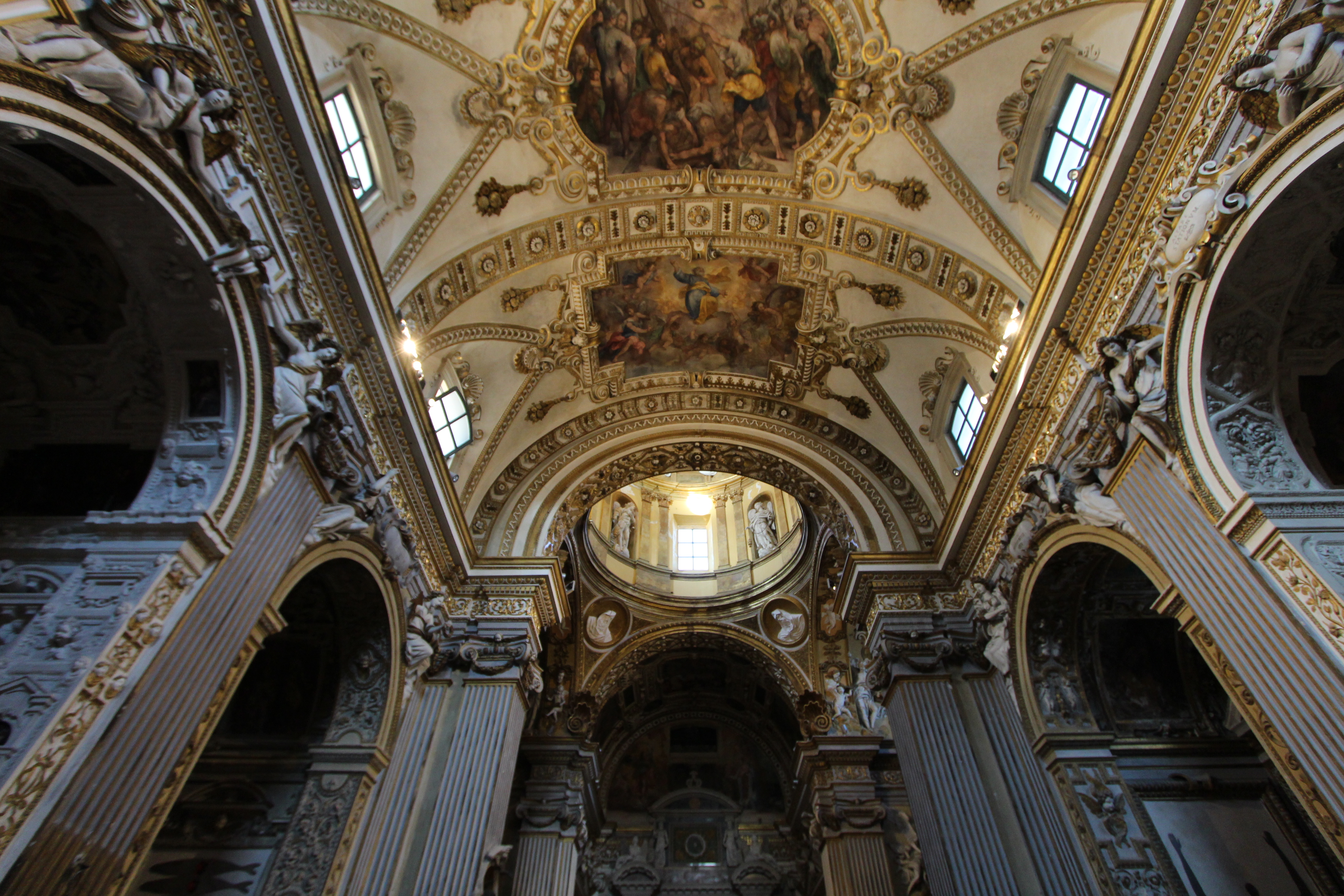
Voûte et chapelles de San Pietro in Valle

#### Envers de la façade et fresques de la voûte
Au-dessus du portail d'entrée de l'envers de la façade se trouve l'épigraphe dédiée au Père Girolamo Gabrielli, qui a été placée à l'intérieur de l'église en 1679 en sa mémoire.
Dans la partie supérieure se trouvent deux fresques d'Antonio Viviani séparées par une fenêtre qui illumine toute la nef. Les fresques sont intitulées : Quo vadis, celle de gauche, et Le Débarquement de saint Paul à Malte, celle de droite.
Pietro Solari et Antonio Viviani, dit « le Sourd », ont décoré toute la voûte de l'église de San Pietro in Valle. Solari s'est occupé du stucage complet de la voûte, qu'il aurait achevé en huit mois de travail. Viviani, en revanche, est l'auteur des fresques qui décorent les tableaux de la nef centrale, du presbytère et de l'envers de la façade.
Dans la voûte, les panneaux décorés de fresques représentent des épisodes de la vie de saint Pierre et de saint Paul :
La rencontre de saint Pierre et saint Paul (le premier depuis l'entrée) ; La Crucifixion de saint Pierre (au centre) ; Saint Pierre en Gloire (troisième vers le dôme).

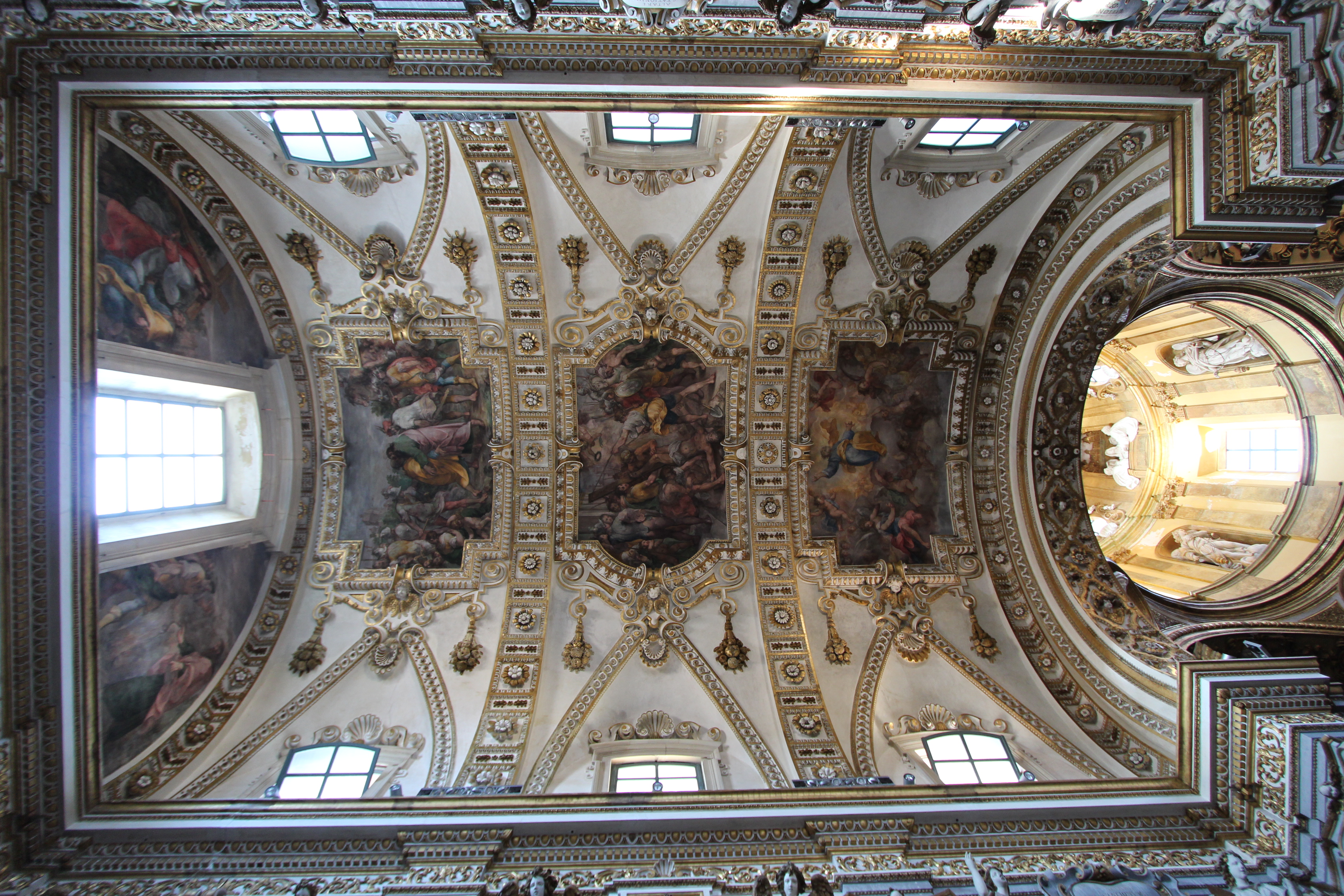
Voûte de San Pietro in Valle.

#### Décoration de la coupole
Le dôme a été érigé par l'architecte Girolamo Caccia en 1696 et décoré par la suite par Lauro Buonaguardia, architecte et décorateur originaire de Bologne. Il y a quatre écoinçons dans lesquels les quatre évangélistes sont représentés à l'intérieur des rondeaux. À l'intérieur du tambour, à l'intérieur de niches, se trouvent des représentations sculpturales d'anges, séparées par des paires de pilastres. Au-dessus se trouvent des terrasses éclairées par des trous dans lesquels se rencontrent les statues des apôtres et des bienheureux. Au sommet du dôme, quatre anges et six petits anges sont représentés volant sur les nuages. Dans tout le dôme, les couleurs qui ressortent sont le blanc et l'or qui contrastent l'un avec l'autre. De plus, on peut remarquer comment, à mesure que l’on monte, on passe des figures sculpturales aux peintures.
Le dôme crée un effet illusionniste : les figures, sculptées et peintes, semblent dépasser des murs.

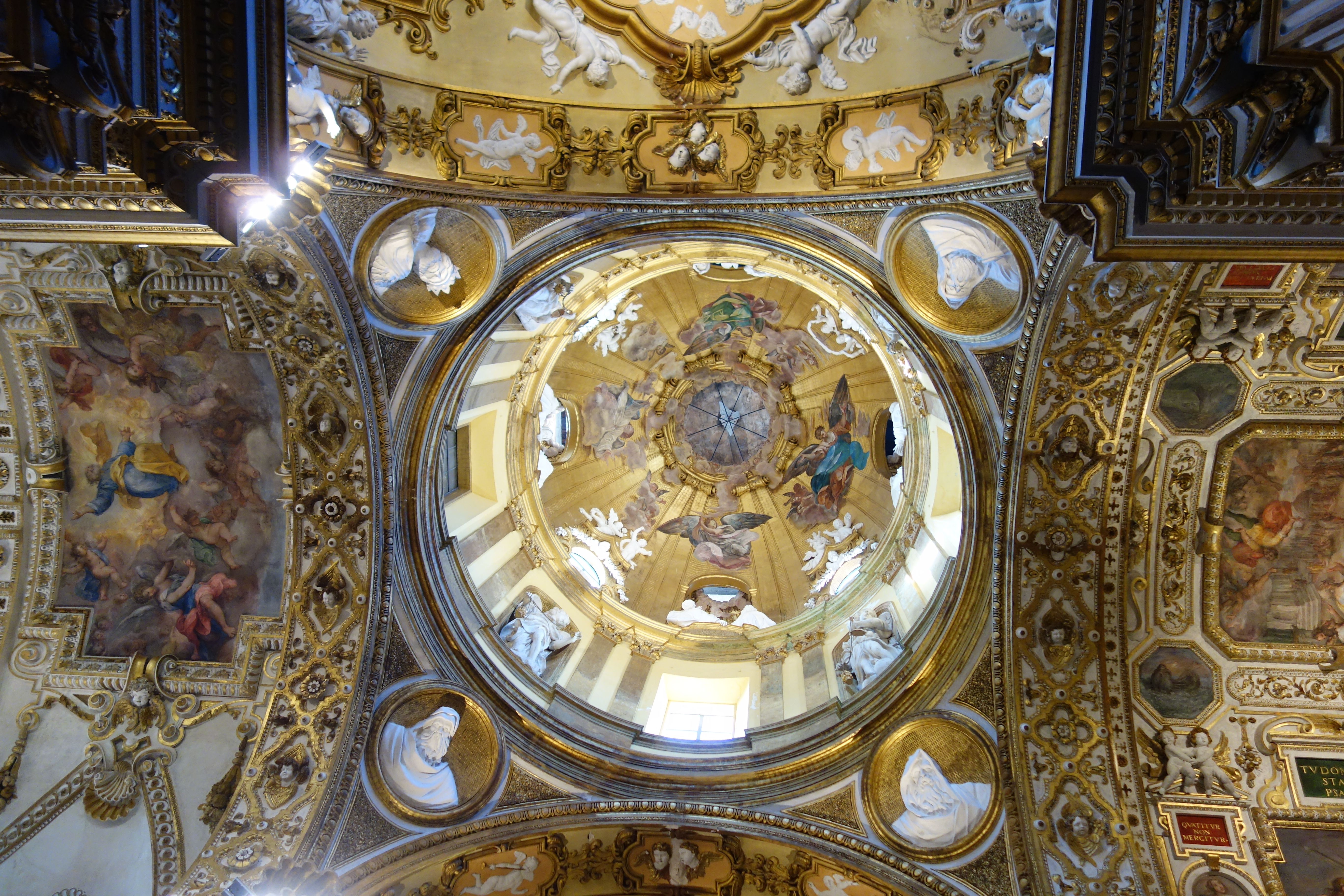
Coupole de San Pietro in Valle.

#### Presbytère et maître-autel
Le presbytère abritait trois tableaux, qui furent plus tard volés lors des pillages napoléoniens. Les murs ont été peints à fresque par Antonio Viviani, tandis que sur les trois côtés de la chapelle se trouvaient trois toiles qui sont :
- Le Christ remettant les clés à saint Pierre, 1626, de Guido Reni,
- Le Miracle de saint Pierre guérissant l'infirme, 1635-1645, de Simone Cantarini,
- Saint Pierre ressuscitant Tabitha, 1633-1634, de Matteo Loves.

Comme preuve de la présence ancienne de ces œuvres à l'intérieur de l'église, il ne reste qu'une copie du tableau de Reni réalisée par Carlo Magini. Dans la partie supérieure du maître-autel se trouvent des fresques de l'Annonciation et des épisodes liés à la vie de saint Pierre tels que : la chute de Simon le Mage, le Christ marchant sur l'eau, la libération de saint Pierre de prison, toutes sont des œuvres de Viviani.
La Remise des clés de Guido Reni

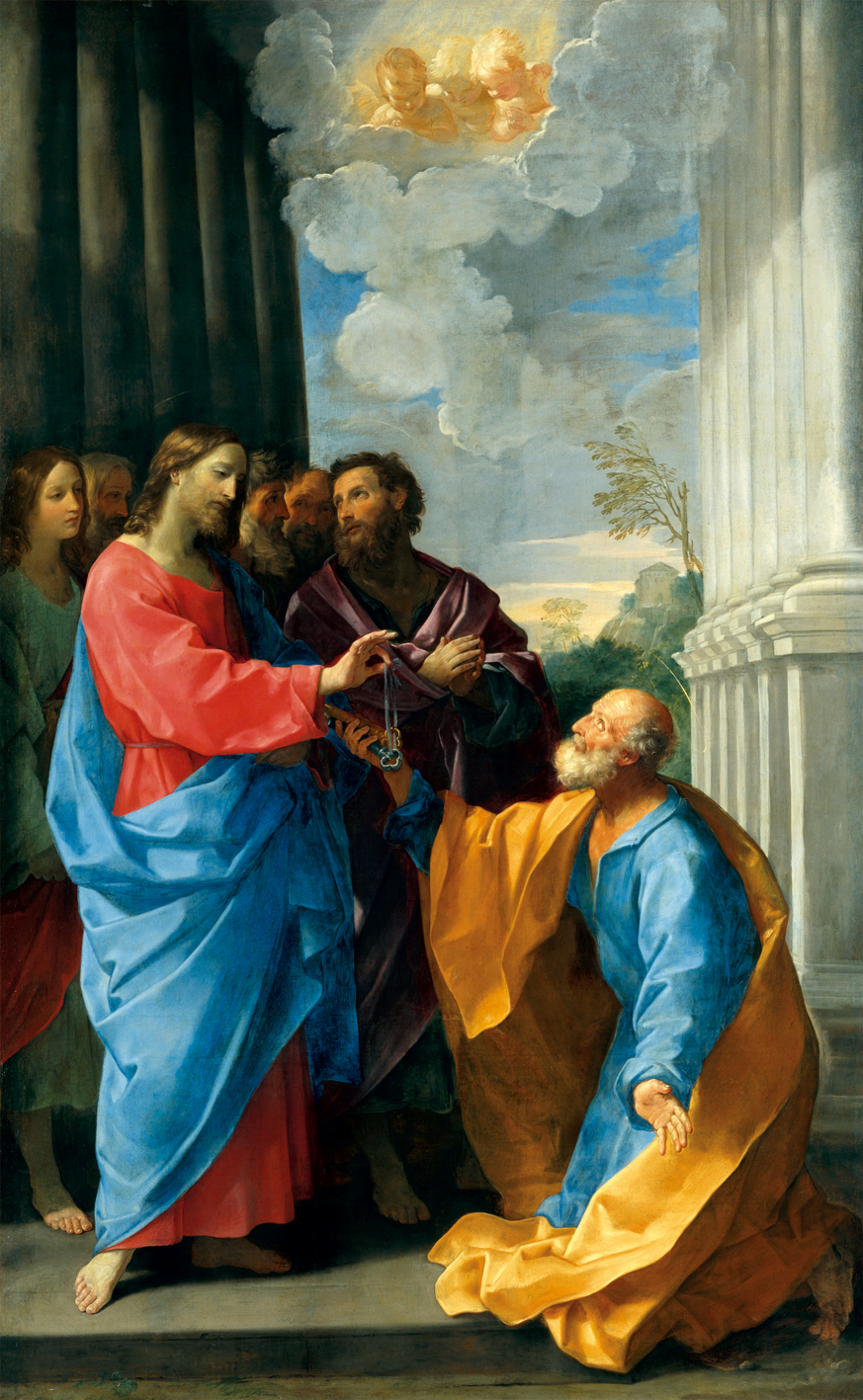
La Remise des clés de Guido Reni dont l'original est aujourd'hui salle 716 aile Denon niveau 1 du Musée du Louvre.

Plusieurs œuvres d'art ont trouvé leur chemin vers la France à la suite du pillage de Napoléon. D'après le catalogue publié dans le Bulletin de la Société de l'art français en 1936, aucune des trois œuvres d'art cataloguées à Fano et envoyées en France n'a été restituée. Parmi elles se trouve l'œuvre de Guido Reni envoyée au Musée Napoléon Christ remettant les clés à saint Pierre, autrefois située dans l'église de San Pietro In Valle mais non restituée par le musée après le Congrès de Vienne. Le tableau de Guido Reni est actuellement exposé au musée du Louvre, tandis qu'une seule copie est conservée à Saint-Pierre, et une autre copie, peinte en 1786 par Giuseppe Ceccarini, est conservée dans l'église Sant'Agostino à Fano. Le sujet, Jésus remettant les clés du royaume des cieux à saint Pierre, représente la métaphore du sacrement des ordres sacerdotaux, avec la remise solennelle à Pierre des clés de l'autorité de l'Église. Le tableau est triomphaliste car on peut voir un forum romain en arrière-plan, représentant la grandeur de l'Empire supplanté par le christianisme.
Le Miracle de saint Pierre guérissant l'infirme', Simone Cantarini
L'œuvre était positionnée sur le mur droit, en entrant, du maître-autel. Le tableau représente l'épisode biblique dans lequel saint Pierre, monté au temple avec saint Jean, guérit un infirme qui demandait l'aumône. Le miracle est observé par une petite foule, dont, à gauche, deux prêtres à la tête voilée.
Le choix de l'architecture qui forme la toile de fond est intéressant : un arc soutenu par une colonne ionique et un portail en marbre qui remonte à celui de la Villa Miralfiore à Pesaro, la ville natale de l'artiste.
L'œuvre est  exposée au palais Malatesta de Fano.
Saint Pierre ressuscitant Tabitha par Matteo Loves
Le tableau du peintre flamand Matteo Loves représente un épisode des « Actes des Apôtres », qui raconte l'histoire de Tabitha, une femme de Jaffa, vouée aux œuvres caritatives, à qui saint Pierre a rendu la vie.

#### Chapelles
Les chapelles, situées sur les deux côtés de la nef, sont au nombre de six (trois par côté) et sont dédiées aux illustres familles de Fano qui ont contribué financièrement à la construction de l'église.
côté droit
- Chapelle Uffreducci, connue sous le nom de San Filippo Neri
- Chapelle Alavolini, dite Saint-Jean-Baptiste
- Chapelle Marcolini, connue sous le nom de chapelle de la Nativité et également chapelle du Crucifix

côté gauche
- Chapelle Gabrielli, dite de l'Annonciation
- Chapelle Petrucci, connue sous le nom de San Carlo Borromeo
- Chapelle Marcolini, connue sous le nom de San Paolo

##### Chapelle Uffreducci dite San Filippo Neri
Pour l'autel de la chapelle Uffreducci (première à droite), Luigi Garzi de Pistoia fut chargé de peindre La Vierge et l'Enfant apparaissant à saint Philippe Neri (1699), tandis que les fresques de la voûte sont attribuées à Stefano Bagni de Sienne.
Cette chapelle est dédiée à la figure de saint Philippe Néri, fondateur des Oratoriens. Il est représenté en position centrale dans la voûte de Stefano Bagni da Siena. Sur l'autel de la chapelle Uffreducci, Luigi Garzi a peint La Vierge et l'Enfant apparaissant à saint Philippe Neri, commandée par Domenico Federici, dans le but de remplacer une image précédente du saint.

##### Chapelle Alavolini dite Saint-Jean-Baptiste

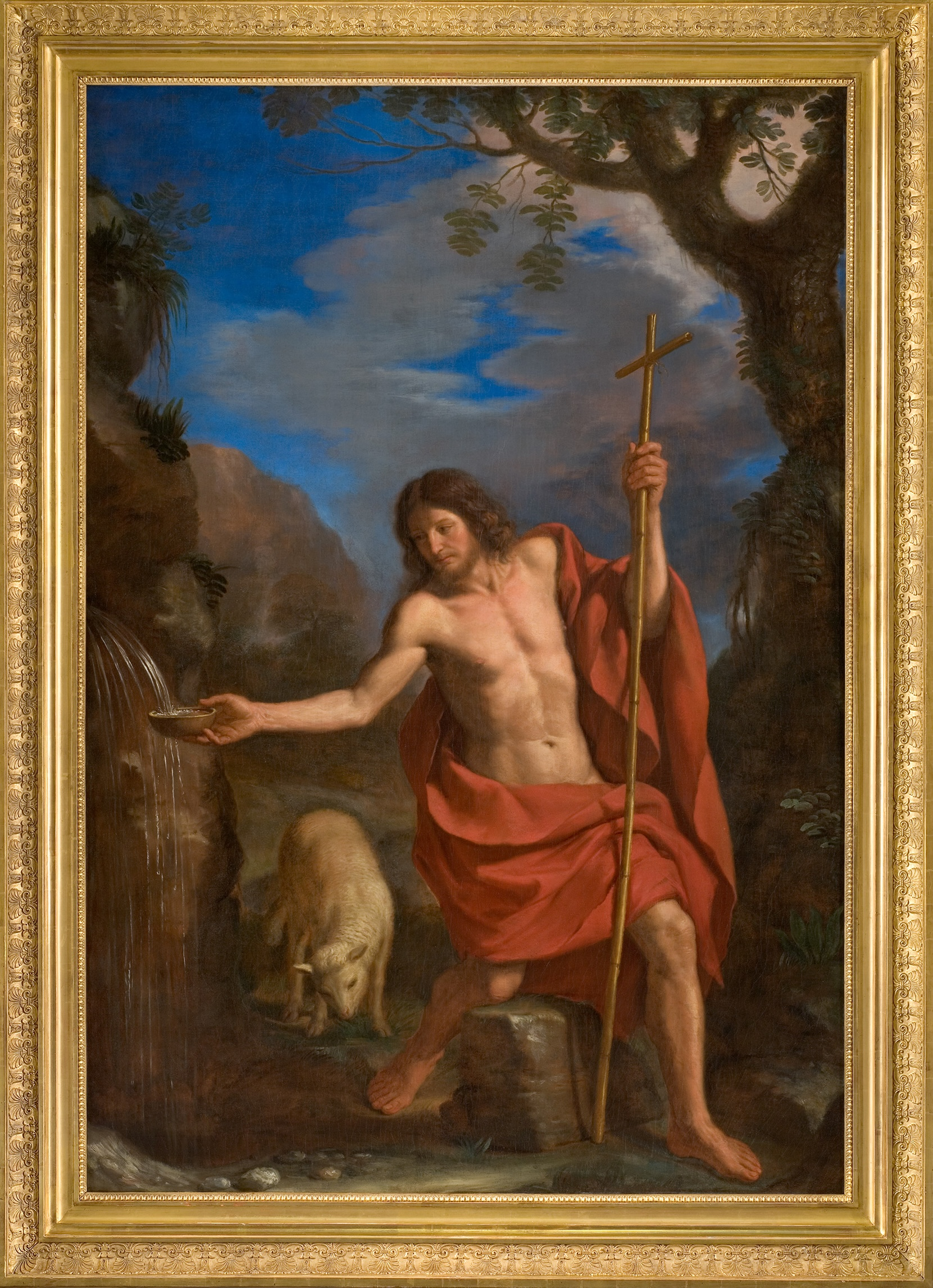
Saint Jean Baptiste à la Source - aujourd'hui au musée Fabre de Montpellier.

Dans la chapelle Alavolini, Giovanni Giacomo Pandolfi de Pesaro a réalisé les trois fresques de la voûte et les deux peintures des murs latéraux : La Naissance de Jean-Baptiste et La Décollation de Jean-Baptiste.
Le ratable de l'autel central avec La Naissance de Jean-Baptiste de Sebastiano Ceccarini de Fano remplace le Saint Jean à la Source du Guerchin, volé à l'époque napoléonienne (aujourd'hui au musée Fabre de Montpellier). Sur les murs de la chapelle se trouvaient des peintures de Pandolfi, La Décollation de Jean-Baptiste et La Naissance de Jean-Baptiste. Dans le premier, il y a un fort réalisme dans la représentation des détails et la violence de la scène de décapitation ressort de l'œuvre. La seconde représente les actions des différents personnages réunis pour célébrer la naissance de saint Jean-Baptiste : Zacharie au premier plan, Élisabeth sur le lit d'accouchement entourée de quelques femmes et la Vierge avec l'enfant dans ses bras.
Ces œuvres ont été fortement critiquées pour leur réalisme brut, ce qui les rendait inappropriées aux contextes religieux. Grazia Calegari pensait que cela se produisait à cause d'une « certaine truculence sanglante (dans la Décapitation), ou d'une foule agitée (dans la Naissance) ».

##### Chapelle Marcolini appelée la chapelle de la Nativité ou chapelle du Crucifix
La chapelle Marcolini (troisième à droite) abrite le Crucifix du sculpteur vénitien Pietro Liberi sur l'autel, tandis que les murs latéraux abritent la Déposition et l'Ascension d'Alessandro Vitali. Dans les deux œuvres de Vitali, des histoires de la vie du Christ sont peintes.
Le Crucifix est attribué à Liberi qui l'a sculpté en 1600, mais on suppose qu'il a été donné à l'église de San Pietro in Valle par Domenico Federici en 1706.

##### Chapelle Gabrielli dite de l'Annonciation
C'est la première chapelle à gauche. À l'intérieur, il contient trois tableaux : L'Annonciation de Guido Reni, Le Rêve de Joseph de Giovanni Francesco Guerrieri et La Fuite en Égypte de Francesco Gabuzio.
Le thème principal de la chapelle est exprimé dans le tableau central de Guido Reni, L'Annonciation, première étape du chemin du salut que tout croyant doit entreprendre pour obtenir la pleine réconciliation avec Dieu. Le tableau présente une nouvelle orientation stylistique pour l'utilisation de forts contrastes de clair-obscur déterminés par la lumière provenant de la gauche, créant des effets plastiques cohérents sur l'ange et la Vierge. La Madone se tourne vers l'ange avec une expression interrogatrice, comme si elle se demandait pourquoi elle est celle qui a été choisie pour donner naissance au fils de Dieu.
Sur le mur gauche de la chapelle se trouve Le Rêve de Joseph de Giovanni Francesco Guerrieri. Dans ce tableau également, le thème est celui de l'annonciation, qui dans ce cas concerne saint Joseph qui est rassuré par l'ange sur la paternité de Jésus. Dans cette œuvre, il est évident que Guerrieri a adopté, comme l'a déclaré Luigi Lanzi, « le style de Caravage atténué dans les couleurs et raffiné dans les formes ».  L'intensité du tableau réside dans le naturalisme de la figure de Joseph qui, pris d'un sommeil soudain, avait abandonné tous ses outils de travail. Le silence de la nuit est rompu par l'apparition soudaine de l'ange, une figure caractérisée par un grand dynamisme, accentué par le fort contraste entre la lumière et l'ombre.
Sur le mur de droite se trouvait La Fuite en Égypte de Gabuzio.

##### Chapelle Petrucci dite San Carlo Borromeo
C'est la deuxième à gauche et elle a été entièrement peinte à fresque par Giovanni Francesco Guerrieri.
Le protagoniste des fresques est Charles Borromée : un personnage très proche de saint Philippe Neri et comme lui un grand saint de la réforme catholique. Giovanni Francesco Guerrieri a peint à fresque la voûte avec des épisodes de la vie du saint tels que : L'Apothéose de saint Charles Borromée, Le Noble Petrucci avec saint Charles Borromée et Saint Charles Borromée à genoux.
Sur le maître-autel, sur le mur central, se trouve la Vision de saint Charles de 1635. Ici, saint Charles est agenouillé en méditation, tandis qu'à l'arrière-plan se matérialisent les visions du saint que lui montre l'ange volant. La connaissance de Guerrieri du style du Caravage est évidente dans l'œuvre, en raison de l'utilisation d'un fort clair-obscur. La pièce est éclairée par la lumière d’une seule bougie allumée qui illumine les visages et les objets.
Sur le mur de droite, Guerrieri a peint Charles Borromée et le noble Petrucci en vêtements de mendiant, faisant référence à l'épisode dans lequel Petrucci a rencontré saint Charles en haillons. L'œuvre se caractérise par un fort réalisme donné par les visages, les haillons abandonnés et l'anatomie du corps du noble.
À gauche se trouvait Le Miracle de l'homme né aveugle. L'épisode de cette toile fait référence au miracle que saint Charles accomplit en redonnant la vue à un enfant né aveugle. Les gestes des personnes présentes semblent se figer à la vue de la lumière émanant de l'apparition du Saint.

##### Chapelle Marcolini dite San Paolo
La chapelle Marcolini, plus tard Ubaldini, fut décorée par Antonio Viviani qui fit peindre à fresque la voûte avec des épisodes de la vie de saint Paul et peignit les toiles des murs latéraux de la chapelle. Ces toiles sont connues sous le nom de La Décollation de saint Paul, à gauche, et de La Conversion de saint Paul, à droite.
La toile au centre a été peinte par l'artiste bolonais Lorenzo Garbieri et s'intitule Saint Paul ressuscite Eutychius. Dans cette œuvre, l'artiste, avec un accent sombre, représente le miracle de saint Paul qui ressuscite Eutychius. Il met en évidence au premier plan, avec l'utilisation de forts contrastes de lumière et d'ombre, le corps sans vie d'Eutichius tombé du balcon.

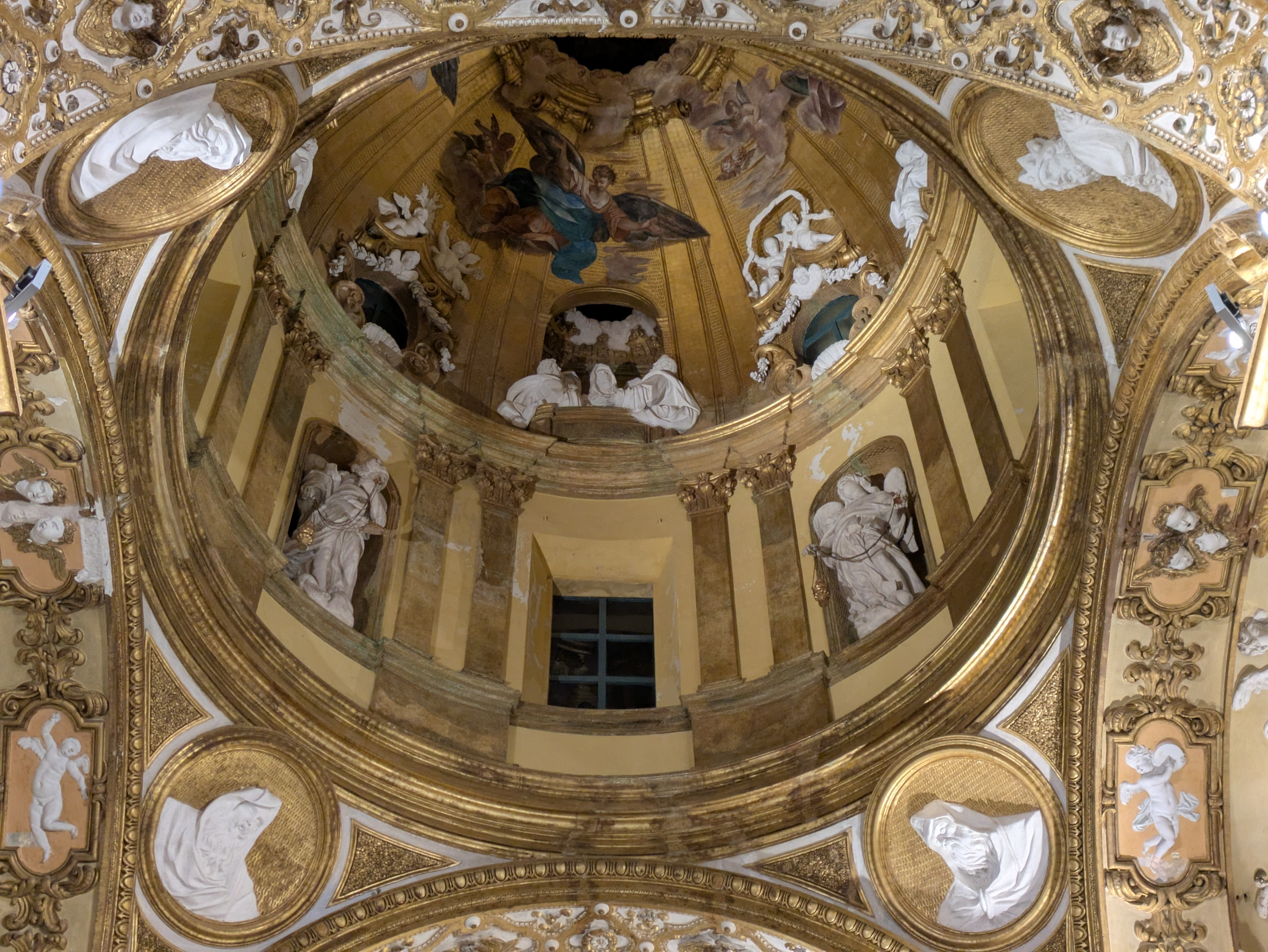

##### Meubles en bois
L'église de San Pietro in Valle conserve en son sein d'importants meubles en bois, tels que la chaire, la genuflection des Putti, les prie-Dieu, les bancs, les stalles du chœur et les confessionnaux.
Elles ont été réalisées par des artisans locaux, experts dans le travail du bois utilisé dans la construction navale, typique de la tradition manufacturière de la ville maritime qu'est Fano.

##### Chaire
La chaire a été construite par Giorgio Ferretti en 1710. Elle est située sur le côté droit de la nef et présente une structure fermée sur trois côtés, avec le siège à l'intérieur. Il s'agit d'une œuvre en bois doré et peint, qui présente des coins inclinés et arrondis. Elle possède une balustrade décorée de petits piliers tournés en fuseau et tous les ornements sont sculptés, tandis que les cadres sont dorés à la feuille d'or.

##### Génuflexion des putti
Le Génuflexion présente une surface d'appui profilée aux bords arrondis, soutenue latéralement par les deux chérubins les plus hauts, qui sont assistés par deux plus courts situés sous la surface en bois. La surface inférieure, destinée à reposer les genoux, présente des coins arrondis qui lui confèrent la douceur d'un véritable coussin.
Déjà en 1873, Francolini, dans la deuxième édition de son « Guide de Fano », rapportait la génuflexion de cette manière : « devant l'autel principal de cette église se trouve une génuflexion, œuvre admirée en noyer et d'une sculpture parfaite ».
Maddalena Trionfi Honorati l'attribue au sculpteur Pierre-Denis Plumier, en effet dans son texte elle écrit : « J'associerais le beau prie-Dieu de l'église de San Pietro in Valle à Fano, aujourd'hui à la Pinacothèque, avec quatre putti qui le soutiennent avec difficulté, au nom de Plumier ».

##### Buste de Saint Pierre
Le buste de Saint Pierre se trouve sur le pilier gauche de la nef, directement en face de la chaire. La tête, selon certains œuvre de Daniele da Volterra, arriva entre les mains de Guido Nolfi, haut fonctionnaire de la Curie romaine, qui l'acheta probablement à un antiquaire et, après l'avoir fait insérer dans un buste en bois, la donna aux Oratoriens de Fano pour qu'ils puissent la placer dans leur nouvelle église. Cela s'est passé en 1619.
Le buste de Saint Pierre repose sur une étagère qui porte cette inscription :
« DIVI PETRI ECCLSIAM PETRI AENEO INSIGNI CAPITE GUIDO NOLFIUS DECORAVIT PRESB. GRATI, POSUERE MDCXIX », qui signifie « GUIDO NOLFI A EMBELLI L'ÉGLISE DE SAINT-PIERRE AVEC UNE SUBLIME TÊTE EN BRONZE DE SAINT-PIERRE. LES PRÊTRES L'ONT PLACÉE EN SIGNE DE GRATITUDE. 1619  ».
La congrégation fondée par saint Philippe Néri se réunissait à Rome dans un lieu appelé l'oratoire. C'est ici qu'a été inauguré le genre de la lauda musicale, chantée lors des exercices spirituels, avant et après le sermon. De là est né le genre de l'oratoire, qui tire son nom du siège de la congrégation. L'élément musical apprécié par les fidèles a pris un rôle important au sein de la fonction. Cet aspect s'inscrit dans la politique de la Contre-Réforme, visant à accentuer le dynamisme et l'intervention  de la société dans la catéchisation : la plupart des compositions présentaient une partie textuelle caractérisée par des éléments didactiques, compréhensible en langue vernaculaire.

##### Chœurs et Orgues
En 1626, une activité musicale religieuse régulière commença à San Pietro in Valle. L'église avec ses deux chœurs permettait une interprétation optimale de chaque forme musicale. Dans l'espace qui encadre les deux chœurs se trouve un grand nombre d'anges musiciens de grande taille, qui rendent hommage au rôle de la musique dans les pratiques des Oratoriens. L'ange est la figure typique du baroque et en particulier de Saint Philippe Néri, en effet il symbolisait l'amour de ce dernier pour les enfants et sa mission d'accueillir les enfants pauvres. Les deux stalles du chœur ont été construites par Giorgio Ferretti en 1710, qui les a embellies en insérant des instruments de musique grandeur nature largement utilisés dans le répertoire baroque. Avec la famille Filippini, le plaisir de la musique est redécouvert, comme en témoigne la présence de deux orgues, dont un Callido, œuvre de l'un des plus grands facteurs d'orgues du XVIIIe siècle, Gaetano Callido.

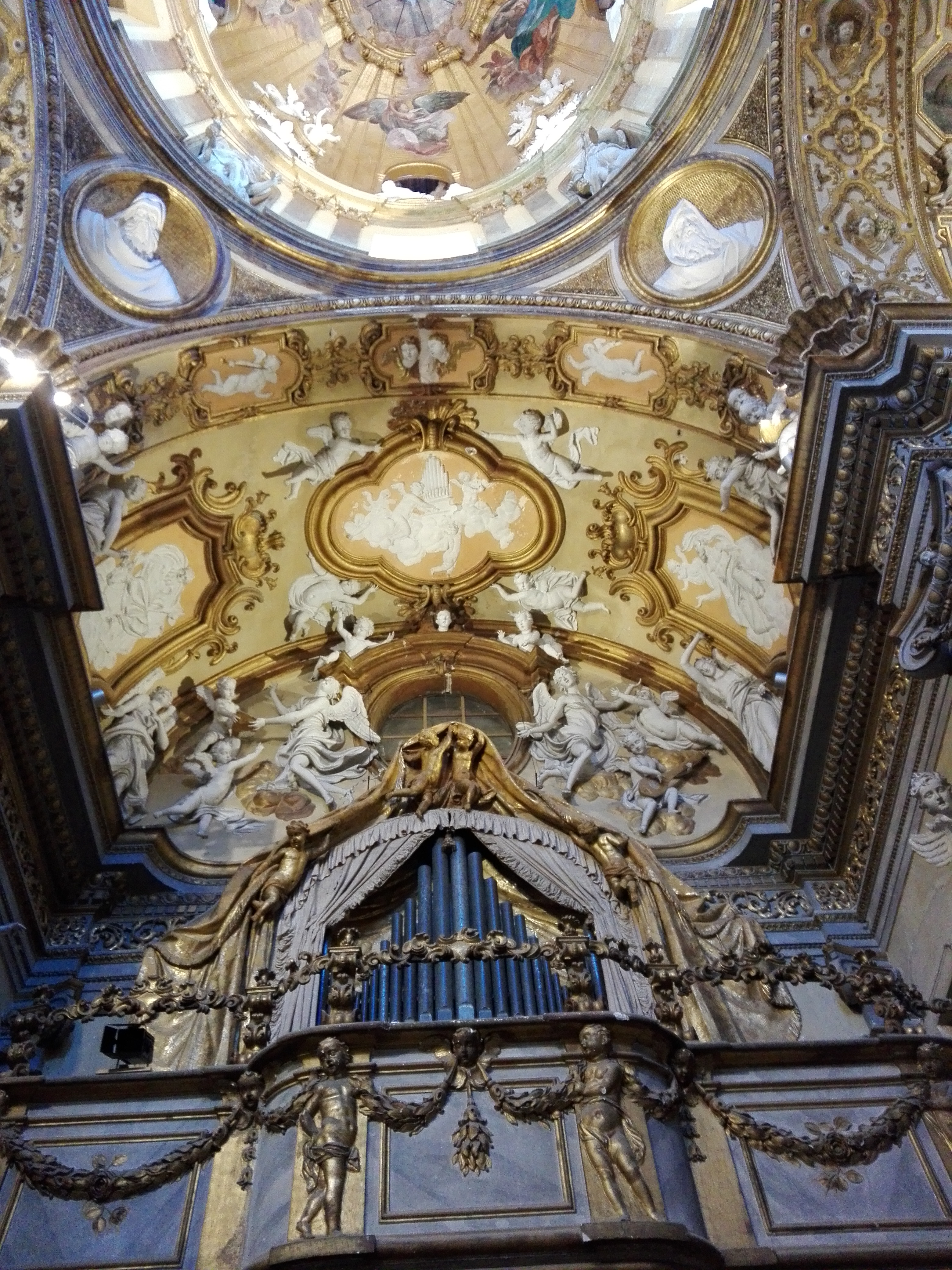
orgue de San Pietro in Valle